# Frank Yale
Francesco Ioele, mais conhecido como Frank Uale ou Frank Yale (Longobucco, 22 de janeiro de 1893 – Brooklyn, 1 de julho 1928),  foi um gângster italiano radicado no Brooklyn, em Nova York. É conhecido por ser o primeiro patrão de Al Capone, antes que este se mudasse para Chicago e adentrasse na gangue de Johnny Torrio.

## No Início
Nascido na Calábria, Itália, Yale e sua família chegaram à América aproximadamente em 1901. Ele logo entrou na vida do crime quando adolescente. Embora tivesse um peso médio e uma constituição rechonchuda, Yale era conhecido como um temido brigão e um ladrão. Um exemplo de seu “talento” desordeiro quando na idade de dezessete anos, em 1910, ele e um amigo seu, um lutador chamado Bobby Nelson, jogaram lixos em um bando de bêbados num estabelecimento de jogos de sinuca, quebrando mesas de sinuca, e jogaram também bolas de bilhar. Uma de suas primeiras prisões foi quando, em outubro de 1912, roubou um carregamento de roupas de pele de animal. No início de sua carreira, ele se encontrou com Johnny Torrio (mais conhecido como “The Fox”), que o encaminhou à Gangue dos Cinco Pontos (“Five Points Gang”) e o enjeitou para coisas maiores.
No fim da Primeira Guerra Mundial, a Guerra da Máfia contra a Camorra terminou, Torrio foi para Chicago, e Frank dominou, então, o crime organizado italiano no Brooklyn.
Conhecido por sua generosidade com os amigos e sua brutalidade frente aos inimigos, Yale era chamado de “Príncipe dos Camaradas”. Nessa época, o quartel-general de Frank Yale ficava em um bar em Coney Island, chamado de “Harvard Inn”. Foi nesse lugar que Al Capone trabalhou por sete anos, entre 1916 e 1919. Nesse bar, em 1917, Capone obteve sua famosa cicatriz no rosto ao lutar por uma garota.
Depois de um tempo, Yale se casou e teve duas filhas. Conhecido por apreciar histórias engraçadas, boa comida e bebida, Yale era uma pessoa bem-apessoada. Sua canção favorita, diziam, era Santa Lucia.
Os “serviços” de Yale incluíam oferecer “proteção” aos comerciantes locais, o controle sobre fornecimento de produtos alimentícios aos restaurantes, assim como o fornecimento de gelo para os moradores do Brooklyn. O mais notório hábito de Frankie era fumar seus charutos, guardados em caixas fedorentas, que sujavam seu rosto sorridente.
Embora tivesse suas qualidades, Yale podia ser também bastante sórdido, empregando brutalidades física e verbal inexoráveis quando necessário. Um exemplo foi quando o irmão caçula dele, Angelo, que serviu como seu chefe substituto. Sempre que descontente com algo (normalmente relacionado à gangue), ele várias vezes batia no seu irmão descontroladamente. Em uma outra ocasião, quando um de seus homens silenciou um informante de dentro da gangue, esfaqueando com duas facas no torso da vítima, quebrando as lâminas, Willie Altierri, conhecido como “Two-Knives”, apresentou as empunhadeiras das facas a Frankie, que as juntou numa placa e pendurou-a na parede de seu escritório;

## A Gangue da Mão Branca
Um dos principais rivais de Yale era a Gangue da Mão Branca, composta por irlandeses chefiados por Denny Meehan, que controlava o negócio de extorsão na circunscrição das docas. Depois de um longo período de espera (após o incidente ocorrido com Al Capone, que quase matou por espancamento um Mão Branca, o que ocasionou sua mudança para Chicago em 1919), Frank planejou e executou o assassinato de Meehan em 31 de março de 1920. Logo após o ocorrido, a polícia de Chicago suspeitou que Yale fosse o pistoleiro que matou James Colosimo, em 11 de maio de 1920 – James “Bim Jim” Colosimo era o chefão da cidade do meio-oeste estadunidense que estava no caminho de Johnny Torrio e Capone, que queriam angariar os enormes lucros do contrabando de bebida. Desde esse dia, Yale permaneceu o primeiro suspeito do assassinato de Big Jim.
Após o assassinato de Denny Meehan, a Gangue da Mão Branca foi chefiada por Bill Lovett. Conhecido como “Wild Bill”, Lovett tinha ganhado a Cruz do Serviço de Honra dos Estados Unidos da América na fronteira oeste, e foi um formidável oponente. Aparentemente antes uma figura de pouca importância, Wild Bill Lovett iniciou uma guerra entre a “Mão Branca” e a “Mão Negra” de Yale dente por dente e olho por olho.
Enquanto ia para um banquete, em 6 de fevereiro de 1921, Yale foi baleado ferindo-se mortalmente na Baixa Manhattan numa tentativa de assassinato. Um homem de Yale foi morto e outro ficou ferido. Todos sabiam que Lovett orquestrou a tentativa. Depois de se recuperar dos ferimentos, Yale voltou para a guerra. A guerra entre italianos e irlandeses aconteceu em quase toda a primeira parte da década de 1920, com enorme equilíbrio entre ambos os lados. Frankie conseguiu parte de sua vingança quando um dos seus ditos atacantes, Petey Behan, foi espancado até a morte por um policial chamado Daniel Culkin. Quatro meses depois, o segundo pistoleiro que atirou em Yale, Garry Barry, encontrou uma morte tão violenta quanto.
Alguns dos membros principais da gangue de Yale nessa época eram Joe Adonis, Albert Anastásia, Little Augie Pisano, Sam Pollaccia, Vincent Mangano, Johnny Giustra, conhecido como “Silk Stocking” (Meias de Seda), e seu mais talentoso assassino, Willie Altierri. Os rumores do submundo dizem que, Yale cuidou de um jovem chamado Vincenzo Gibaldi, que se vingou do assassinato de seu pai, que, confundido com outra pessoa, foi morto por um Mão Branca chamado Joseph Behan, em maio de 1922. Logo após o jovem Gilbadi foi para Chicago, onde ele se tornou o infame Jack “Machine Gun” McGurn.
Frank foi culpado pela tentativa de assassinato contra Wild Bill Lovett, em janeiro de 1923, que foi mais provavelmente cometida por dois descontentes Mãos Brancas, Eddie Hughes e Timmy Quilty, mortos em retaliação nos meses subseqüentes. Lovett, atendendo aos anseios de sua esposa, retirou-se da vida de gangster depois de sua recuperação e renunciou o controle da gangue a favor de seu cunhado Richard Lonergan, conhecido como “Pegleg”. Depois de conseguir uma casa e um trabalho em New Jersey, Lovett retornou para a vizinhança do Brooklyn na noite de 31 de outubro de 1923 para ver seus amigos. No Clube do Lótus (“Lotus Club”), na Bridge Street, Lovett ficou bêbado e caiu inconsciente. O porteiro do clube teve a chance de encontrar-se com membros da gangue de Yale mais tarde, e casualmente contou a eles que seu arqui-rival estava passando frio a alguns quarteirões. Rapidamente, Two-Knives Altierri, Silk Stocking Giustra e Vincent Mangano entraram no deserto “Lotus Club”, aproximaram-se do sonolento e roncador líder da gangue irlandesa. Embora bêbado e baleado, Lovett pulou do banco onde dormia, impelindo Altierri a dirigir-lhe um cutelo de açougueiro no seu crânio.
A Gangue da Mão Branca nunca se recuperou totalmente do assassinato de Lovett. Pegleg Lonergan nunca chegou a ser tão competente, o que permitiu que o domínio de Frank Yale fosse estendido por todo o Brooklyn.

## Yale e a Lei Seca: de Brooklyn a Chicago
Com os Mãos Brancas neutralizados, Frankie tinha agora se tornado um poderoso aliado de Joe Masseria, que era extremamente respeitado como o ''Capo di Tutti Capi'' de New York. Yale também havia ganhado a amizade de Charles “Lucky” Luciano. Em novembro de 1924, Frankie foi convocado para ir a Chicago ajudar seus velhos companheiros, Alfonso “Scarface Al” Al Capone e Giovanni “Johnny the Fox” Torrio, com outro assassinato. Havia quase uma certeza de que Frankie, junto com John Scalise e Albert Anselmi, foram a uma loja de flores no distrito de Schofield e mataram o líder da Gangue da Zona Norte, Dion O´Banion em 10 de novembro de 1924.Oito dias depois, Yale e Sam Pollaccia foram presos na Estação de Trem de Chicago, mas foram soltos quando seus álibis foram confirmados.
Depois do assassinato de O´Banion, Yale foi supostamente apontado como o chefe nacional da Unione Siciliane, uma organização beneficente siciliana que servia como fachada para atividades criminosas. Se Yale realmente tinha esse posto, a situação era bastante irônica: ele era calabrês, não siciliano.
Por volta de 1925, a Gangue da Mão Branca era um mero incômodo para Yale, que ele logo tratou de eliminar nas primeiras horas da manhã de 26 de dezembro de 1925, no “Adonis Club”. Al Capone, que estava na cidade devido à operação de seu filho, concordou em ajudar Frankie sobre o caso. Pegçeg Lonergan, percebendo que seu antigo império estava ruindo, decidiu acabar com a festa de Natal da gangue de Yale no Adonis. Com ele foram Aaron Harms, James “Ragtime” Howard, Paddy Maloney, Cornelius “Needles” Ferry, e James Hart. Ao entrarem no clube, eles se sentaram em uma mesa próxima a um grande piano nos fundos do clube. Depois de beberem mais do que deveriam, os Mãos Brancas finalmente desembainharam suas armas. Neste instante, alguém cortou a energia do clube, deixando apenas a mesa dos Mãos Brancas iluminada em todo o prédio. Um dos homens de Frankie, Sylvester Argolia, acertou Aaron Harms na cabeça com um cutelo a la Two-Knives Altierri. Tiros então foram ouvidos na escuridão. Lonergan e Ferry foram mortos rapidamente. Harms ficou seriamente ferido e morreu na rua do lado de fora do clube. Is outros irlandeses conseguiram escapar com suas vidas. Havia quase certeza de que Al Capone comandou o esquadrão da morte naquela noite no Adonis Club como um favor a Frank Yale. A Gangue da Mão Branca desintegrou-se após o incidente.

## Dias Finais
Com o Brooklyn completamente sob seu controle, Yale estave no topo do mundo até a primeira metade de 1927, quando ele começou uma discórdia com Capone sobre a recusa em renunciar em favor de um amigo de Al, Antonio Lombardo, a posição de chefe da Unione Siciliane. Supostamente, era Yale quem, por anos a fio, supervisionava a segurança dos carregamentos de bebida alcoólica de Capone através do Brooklyn. Logo em seguida ao início do conflito entre Yale e Capone, os caminhões de bebidas com destino a Chicago eram roubados antes que saíssem de New York. Suspeitando traição, Capone pediu a um velho amigo, James “Filesy” DeAmato ficasse de olho nos seus caminhões. DeAmato contou que realmente era Frankie quem roubava o carregamento. Seis dias depois, em 7 de julho de 1927, DeAmato foi morto a tiros em uma esquina da Brooklyn Street.
O relacionamento entre os dois homens continuava ficando pior, até que na manhã de 1º de julho de 1928, um domingo, quando Yale estava num dos seus bares no Brooklyn, o “Sunrise Club”, uma ligação com voz sepulcral disse que alguma coisa estava errada com sua esposa Lucy, que estava em casa cuidando de sua filha mais velha. Frank estrondosamente foi para seu novo Lincoln e saiu em disparada para a Avenida New Utrecht. Ao parar no semáforo vermelho, Yale viu quatro homens de olhares perigosos em um Buick sedan observando-o; Frankie acelerou e virou à esquerda na Rua West 44th. No entanto, seu carro foi ladeado pelo Buick e o chefe da gangue foi peneirado com tiros de chumbo grosso e de submetralhadoras. O Lincoln bateu violentamente, próximo a um Bar Mitzvah.
O carro dos assassinos foi abandonado a alguns blocos e algumas armas foram deixadas dentro. As armas foram rastreadas e sua origem parecia ser Miami, Florida, e o carro tinha origem de Knoxville, Tennessee, e uma submetralhadora Thompson foi rastreada até um vendedor de produtos esportivos em Chicago. Al Capone foi interrogado repetidamente, mas nada surgiu nos inquéritos. O assassinato de Yale foi a primeira ocasião que foi utilizada a “Tommy Gun” em uma guerra do submundo de New York. Recente pesquisa indicou que os executores de Yale foram Fred “Killer” Burke, Gus Winkler, George “Shotgun” Ziegler e Louis “Little New York” Campagna, sendo que a maioria participou do Massacre do Dia de São Valentim sete meses antes. Uma das Tommy Guns usadas no massacre mais tarde seria conectada balisticamente a do assassinato de Yale.
A Frankie Yale, nascido Francesco Ioele (ou Uale), foi dado um dos mais impressionantes funerais da história dos Estados Unidos. Milhares de moradores do Brooklyn compareceram à procissão. Vinte e três carros foram contratados para levar todos os arranjos de flores enquanto 110 limusines cadillacs as pranteadoras. A caixa de jóias de prata de $15.000,00 de Yale foi mantida aberta no carro funerário. Quando o cortejo andava pelas ruas, uma das mulheres saiu da multidão e cuspiu na caixa de Frank. Era Peggy Meehan, que estava na cama com seu marido Denny quando ele foi morto pelos homens de Yale em torno de 1920. No cemitério, mais confusão ocorreu quando duas diferentes mulheres alegaram serem as esposas de Frankie Yale. O funeral de Yale marcou um padrão de opulência para os gângsteres estadunidenses que raramente conseguir-se-ia igualar por vários anos.

## Legado
Às vezes esquecido nas histórias do crime organizado (ele é meramente lembrado como uma vítima de Al Capone), Yale foi um dos mais importantes gangsters do início do século XX. Membros de sua velha gangue deixariam sua marca no crime organizado de New York por anos, especificamente Joe Adonis, Albert Anastásia e Vincent Mangano. Sylvester Argolia acompanharia Lucky Luciano e Meyer Lansky em Chicago para um encontro com os principais chefões do crime em abril de 1932.

## Cultura Popular Estadunidense
- Yale foi interpretado por John Cassavetes em ‘’Capone”” (1975).
- Yale foi retratado por Robert Ellenstein em ‘’The Lawless Years’’ e por Al Ruscio no primeiro ‘’ Os Intocáveis’’.